# لوبيلية أرضية
لوبيلية أرضية (الاسم العلمي:Lobelia chamaepitys) هي نوع من النباتات تتبع جنس اللوبيلية من الفصيلة الجريسية.